# Alain de Krassny
Alain François Marcel de Krassny (* 2. Oktober 1942 in Nizza) ist ein französischer Chemieingenieur und Unternehmer.

## Leben
Alain de Krassny ist der Sohn von François und Marie-Louise de Krassny.
Bis 1966 studierte er an der École nationale supérieure de chimie de Lille (ENSCL) bis zum Diplom. Den Master of Science im Bereich Physische Organische Chemie erhielt de Krassny 1969 an der University of California, Berkeley, Vereinigte Staaten, Berkeley, USA, und den Master of Business Administration 1972 am Insead in Fontainebleau.
Ab 1972 war de Krassny bei Rhône-Poulenc tätig. 1987 wurde er Vorstand der Tochtergesellschaft Donau Chemie, die er 1997 in einem Management-Buy-out von Rhône-Poulenc und der Creditanstalt übernahm. 2009 zog er sich aus dem operativen Geschäft zurück.
Von März 2012 bis zur Insolvenz im Juli 2013 hielt Alain de Krassny mit seiner Ehefrau Isabella de Krassny eine Beteiligung von etwa 20 % an der Baumarktkette Praktiker.
2014 übernahm er über die Donau Invest zusammen mit OpenGate Capital die insolvente französische Chemiefirma Kem One, den zweitgrößten Hersteller von PVC in Europa. Später wurden weitere Teile des Unternehmens von dem Vorbesitzer, der Klesch Group, erworben. Zum Jahresende 2015 erhöhte Krassny seine Beteiligung auf 90 %.

### Funktionen
Alain de Krassny ist bzw. war u. a. Berater des Ministère du Commerce Exterieur de la France, weiters ist er Präsident der Französisch-Österreichischen Handelskammer in Wien und der Société d'Assistance des Francais en Autriche. De Krassny ist Kommerzialrat und war als erster Nichtösterreicher Vize-Präsident der Wiener Handelskammer (heute Wirtschaftskammer).

## Auszeichnungen
Auszug der Orden und Auszeichnungen:
- Großes Ehrenzeichen für Verdienste um die Republik Österreich, 1993
- Ritter der Ehrenlegion (Chevalier dans l’Ordre de la Légion d’Honneur), 1996
- Großes Goldenes Ehrenzeichen für Verdienste um die Republik Österreich, 2001
- Großer Tiroler Adler-Orden, 2002
- Commandeur de la Légion d’Honneur, 2014[3]